# Signe Hasso
Signe Eleonora Cecilia Hasso (de soltera Larsson; 15 de agosto de 1915 – 7 de junio de 2002) fue una actriz sueca.

## Biografía
Hasso nació en 1915 en la parroquia de Kungsholmen, Estocolmo, Suecia. Su padre y su abuelo murieron cuando ella tenía cuatro años, y su madre, su abuela, sus dos hermanos y ella compartían una habitación individual.  Su madre, antigua aspirante a actriz, trabajaba como cocinera de gofres.
Hasso estudió en la Matteusskolan, la Kungsholms elementarskola för flickor (escuela primaria para niñas) y la Norrmalms enskilda läroverk.
Su carrera como actriz comenzó por accidente. Cuando una joven actriz cayó enferma, preguntaron a su madre si sabía de alguna niña que supiera actuar. Signe Hasso recordaría más tarde: "Yo tenía entonces 12 años y no quería ir, ni tampoco mi hermana, así que mi madre tiró una moneda al aire. Perdí." Su audición para una obra de Molière fue un éxito, y empezó a ganar dinero como actriz. Actuó en producciones del Royal Dramatic Theatre a partir de 1927, a los 12 años, y se matriculó como la estudiante de interpretación más joven de la historia a los 16 años.
Actuó en teatro y cine en Suecia. En 1933, Signe Larsson rodó su primera película, Tystnadens hus, con el director de cine y cámara alemán Harry Hasso, con quien se casó ese mismo año. Tuvieron un hijo cuando ella tenía 19 años. Se divorciaron en 1942.[cita requerida]
En Suecia, Howard Hughes, de Hollywood, se puso en contacto con Signe para trasladarse a Estados Unidos, donde firmó un contrato con RKO Pictures (que más tarde controlaría). Ante la escasez de papeles en la RKO, recurrió a los escenarios para ganarse la vida. Según la Internet Broadway Database, actuó en cinco producciones de Broadway, empezando por Golden Wings (1941). A mediados de los años 40, firmó un contrato con la Metro-Goldwyn-Mayer. Su primer papel importante fue en Heaven Can Wait (1943). Durante la década de 1940, apareció en The Seventh Cross (1944), Johnny Angel (1945), The House on 92nd Street (1945), A Scandal in Paris (1946), y Where There's Life (1947). Su papel favorito fue el de la exesposa de un actor enloquecido, interpretado por Ronald Colman, en A Double Life (1947).
En 1957, su hijo murió en un accidente de motocicleta en el Santa Monica Boulevard.[cita requerida]
Signe era una frecuente invitada de televisión en la serie de máxima audiencia de Bob Hope en la NBC TV (Burbank). En los años setenta, Signe se trasladó a Park La Brea, donde permaneció hasta su muerte.[cita requerida]
A partir de entonces, dividió su tiempo entre el cine en Suecia y la actuación en Nueva York, hasta que regresó a Hollywood en los años sesenta. También actuó en televisión, apareciendo como invitada en varias series populares, como Route 66, Bonanza, The Outer Limits, The Green Hornet, Hawkins, Cannon, Starsky and Hutch, The Streets of San Francisco, Ellery Queen, Quincy, M.E., Magnum, P.I., Trapper John, M.D., Hart to Hart y The Fall Guy.
Hasso compuso música, como letrista, cantautor y autor. También tradujo al inglés canciones folcróricas suecas. Su primera novela, Momo (1977), describe su infancia en el Estocolmo de entreguerras. El segundo álbum de Hasso, Where the Sun Meets the Moon (1979), consiste en sus propias versiones de canciones populares suecas. En una entrevista de 1995, declaró que quería ser recordada por sus escritos, no por sus interpretaciones. Continuó actuando hasta muy avanzada edad, siendo su última película One Hell of a Guy (1998).[cita requerida]

## Muerte
Falleció en el Centro Médico Cedars-Sinaí en Los Ángeles California en 2002, a los 86 años, a causa de una neumonía y un cáncer. Hasso se adhirió al luteranismo.

## Premios
En 1935, recibió el De Wahl-stipendium de la Liga de Teatro y en 1939 el primer Nordic nordiska Gösta Ekmanpriset. En 1972, el rey Gustavo VI Adolfo de Suecia la nombró miembro de primera clase de la Real Orden de Vasa. En 1989, la Orden Vasa de América la nombró sueca-estadounidense del año. Hasso tiene una estrella en el Paseo de la Fama de Hollywood por su contribución al cine, en el 7080 Hollywood Boulevard.[cita requerida]